# Baconton (Géorgie)
Baconton est une ville américaine située dans le comté de Mitchell, en Géorgie. Selon le recensement de 2020, sa population est de 856 habitants.